# 안민철
안민철(安民哲)은 조선민주주의인민공화국의 정치인이자 관료이다. 안민철은 최고인민회의의 10번째 회의와 11번째 회의에 대표로 참가했다.

## 같이 보기
- 조선민주주의인민공화국의 정치